# Matheus Reis
Matheus Reis de Lima, conosciuto semplicemente come Matheus Reis (São João da Boa Vista, 18 febbraio 1995), è un calciatore brasiliano, difensore dello Sporting Lisbona.

## Caratteristiche tecniche
Gioca come terzino sinistro abile in impostazione e con una buona velocità.
Nel corso della sua carriera ha giocato anche come difensore centrale ed esterno sinistro.

## Carriera

### Club

#### Il periodo nelle giovanili al San Paolo
Inizia la sua carriera con la maglia del San Paolo con cui esegue tutta la trafila delle giovanili. Debutta in prima squadra, con cui totalizza 28 presenze e 3 assist.

#### I prestiti al Bahia e Moreirense
Il 4 gennaio 2017 passa in prestito al Bahia fino al termine della stagione, dove colleziona 19 presenze in Serie a. Nel gennaio del 2018 viene prestato al Moreirense, trovando poco spazio con appena 2 presenze.

#### Rio Ave
Nell'estate del 2018 viene acquistato dal Rio Ave. Il 27 gennaio 2020 segna il suo primo goal nella vittoria in trasferta contro il Vitoria Guimaraes.

### Sporting Lisbona
Il 1º luglio 2021 firma con lo Sporting Lisbona. Contribuisce alla vittoria della coppa di lega portoghese nel 2022, disputando la finale vinta contro il Benfica. Il 6 febbraio 2022 segna il suo primo goal nella vittoria contro il Famalicao per 2-0. Vince la Primeira Liga nel corso della stagione 2023/2024 con Amorim in panchina, disputando 29 presenze con 4 assist.

## Presenze e reti nei club
Statistiche aggiornate al 17 maggio 2025.
| Stagione                | Squadra                 | Campionato              | Campionato | Campionato | Coppe nazionali | Coppe nazionali | Coppe nazionali | Coppe continentali | Coppe continentali | Coppe continentali | Altre coppe | Altre coppe | Altre coppe | Totale | Totale |
| Stagione                | Squadra                 | Comp                    | Pres       | Reti       | Comp            | Pres            | Reti            | Comp               | Pres               | Reti               | Comp        | Pres        | Reti        | Pres   | Reti   |
| ----------------------- | ----------------------- | ----------------------- | ---------- | ---------- | --------------- | --------------- | --------------- | ------------------ | ------------------ | ------------------ | ----------- | ----------- | ----------- | ------ | ------ |
| 2015                    | San Paolo               | A1/SP+A                 | 0+13       | 0          | CB              | 2               | 0               | -                  | -                  | -                  | -           | -           | -           | 15     | 0      |
| 2016                    | San Paolo               | A1/SP+A                 | 0+15       | 0          | CB              | 0               | 0               | CL                 | 1                  | 0                  | -           | -           | -           | 16     | 0      |
| Totale San Paolo        | Totale San Paolo        | Totale San Paolo        | 0+28       | 0          |                 | 2               | 0               |                    | 1                  | 0                  |             | -           | -           | 31     | 0      |
| 2017                    | Bahia                   | PD/BA+A                 | 4+19       | 0          | CN              | 3               | 1               | -                  | -                  | -                  | -           | -           | -           | 26     | 1      |
| 2017-2018               | Moreirense              | PL                      | 2          | 0          | CP+CdL          | 0+0             | 0               | -                  | -                  | -                  | -           | -           | -           | 2      | 0      |
| 2018-2019               | Rio Ave                 | PL                      | 22         | 0          | CP+CdL          | 2+0             | 1+0             | UEL                | 2                  | 0                  | -           | -           | -           | 26     | 1      |
| 2019-2020               | Rio Ave                 | PL                      | 30         | 1          | CP+CdL          | 4+2             | 0               | -                  | -                  | -                  | -           | -           | -           | 36     | 1      |
| 2020-gen. 2021          | Rio Ave                 | PL                      | 0          | 0          | CP+CdL          | 0               | 0               | UEL                | 2                  | 0                  | -           | -           | -           | 2      | 0      |
| Totale Rio Ave          | Totale Rio Ave          | Totale Rio Ave          | 52         | 1          |                 | 8               | 1               |                    | 4                  | 0                  |             | -           | -           | 64     | 2      |
| 2020-2021               | Sporting Lisbona        | PL                      | 15         | 0          | CP+CdL          | 0+0             | 0               | UEL                | 0                  | 0                  | -           | -           | -           | 15     | 0      |
| 2021-2022               | Sporting Lisbona        | PL                      | 26         | 2          | CP+CdL          | 5+4             | 0               | UCL                | 8                  | 0                  | SP          | 1           | 0           | 44     | 2      |
| 2022-2023               | Sporting Lisbona        | PL                      | 33         | 1          | CP+CdL          | 1+6             | 0               | UCL+UEL            | 6+5                | 0                  | -           | -           | -           | 51     | 1      |
| 2023-2024               | Sporting Lisbona        | PL                      | 27         | 0          | CP+CdL          | 6+3             | 0               | UEL                | 10                 | 0                  | -           | -           | -           | 46     | 0      |
| 2024-2025               | Sporting Lisbona        | PL                      | 30         | 0          | CP+CdL          | 5+2             | 0               | UCL                | 8                  | 0                  | -           | -           | -           | 45     | 0      |
| Totale Sporting Lisbona | Totale Sporting Lisbona | Totale Sporting Lisbona | 131        | 3          |                 | 32              | 0               |                    | 37                 | 0                  |             | 1           | 0           | 201    | 3      |
| Totale carriera         | Totale carriera         | Totale carriera         | 236        | 4          |                 | 45              | 2               |                    | 42                 | 0                  |             | 1           | 0           | 324    | 6      |

## Palmarès

### Club

#### Competizioni nazionali
- Campionato portoghese: 3

Sporting CP: 2020-2021, 2023-2024, 2024-2025
- Coppa di Lega portoghese: 1

Sporting CP: 2021-2022
- Supercoppa di Portogallo: 1

Sporting CP: 2021
- Coppa del Portogallo: 1

Sporting Lisbona: 2024-2025